# Château de Gambaiseuil
 (juillet 2018).
Si vous disposez d'ouvrages ou d'articles de référence ou si vous connaissez des sites web de qualité traitant du thème abordé ici, merci de compléter l'article en donnant les références utiles à sa vérifiabilité et en les liant à la section « Notes et références ».
Le château de Gambaiseuil est un château situé dans la commune de Gambaiseuil, dans le département des Yvelines.

## Histoire
Le château est occupé par les nazis durant la Seconde Guerre mondiale.

## Pour approfondir